# Frank E. Petersen
Pour les articles homonymes, voir Petersen.

Frank Emmanuel Petersen Jr., né le 2 mars 1932 à Topeka et mort le 25 août 2015 à Stevensville, est un militaire américain.
Il est le premier aviateur et général afro-Américain de l'United States Marine Corps.